# أبقراط، أب بيسيستراتوس
أبقراط (باليونانيةἹπποκράτης) هو والد طاغية أثينا بيسيستراتوس.